# Parc national du karst de Slovaquie
Le parc national du karst de Slovaquie  (en slovaque : Národný park Slovenský kras) est situé dans le sud-est de la Slovaquie sur une partie des districts de Gelnica, Rožňava et Košice-okolie. Le parc national protège la zone de la chaîne de montagnes du Paradis slovaque, située au nord des monts Métallifères slovaques. Le parc national couvre une superficie de 197,63 km², et la zone tampon autour du parc couvre une superficie de 130,11 km², soit 327,74 km² au total. Onze réserves naturelles nationales et huit réserves naturelles sont situées dans le parc.  

## Histoire et protections
La première réserve protégée dans la région du paradis slovaque a été fondée en 1890. La première plante protégée fut l’edelweiss en 1936.
Le nom Slovenský raj est apparu pour la première fois en 1921 dans le magazine Krásy Slovenska et a remplacé de nombreux noms utilisés jusqu’à cette période. Le 21 août 1964, la première zone paysagère protégée de Slovaquie a été créée dans le Paradis slovaque. La zone a été reclassée en parc national le 18 janvier 1988. En 2000, la grotte de glace de Dobšiná est devenue un site du patrimoine mondial de l’UNESCO. Certaines parties du parc appartiennent également au réseau Natura 2000 depuis 2004.
Le parc national est la première réserve de biosphère reconnue par l'UNESCO créée en Slovaquie (1er mars 1977). Toutes les grottes du karst de Slovaquie sont inscrites depuis 1995 sur la liste du patrimoine naturel mondial de l'UNESCO au sein des grottes du karst d'Aggtelek et du karst de Slovaquie, site transfrontalier avec la Hongrie.

## Description
Le parc national du karst de Slovaquie fait partie de la chaîne de montagnes des Carpates occidentales. Les rivières et les ruisseaux ont formé de nombreuses gorges, canyons, vallées, grottes et cascades dans le Paradis slovaque, la rivière Hornád étant la plus importante de la région. Le cœur du parc national est un plateau karstique coupé en plusieurs plateaux plus petits par de profondes gorges rocheuses. Les gorges les plus célèbres sont Veľký Sokol, qui est également la plus longue avec 4,5 km, Suchá Belá, Piecky et Kyseľ, qui ont toutes de nombreuses cascades. Prielom Hornádu est le plus long canyon avec 11,7 km, et contient également la plus grande diversité d’espèces. La plus haute cascade est Závojový vodopád (littéralement cascade du voile) à 70 m. Le plus grand réservoir d’eau est Palcmanská Maša, achevé en 1956, qui couvre une superficie de 0,85 km². Il est utilisé pour la natation, les sports nautiques, la pêche et d’autres activités récréatives.
Le paradis slovaque contient environ 350 grottes, mais seule la grotte de glace de Dobšiná, qui est un site du patrimoine mondial de l’UNESCO, est ouverte au public.
Le parc offre environ 300 km de sentiers de randonnée, souvent équipés d’échelles, de chaînes et de ponts.
Le siège du parc est situé à Spišská Nová Ves.

## Flore et faune
Le parc national contient environ 4 000 espèces d’invertébrés, dont plus de 2 100 espèces de papillons, 400 espèces d’insectes et 150 espèces de mollusques. Les vertébrés sont représentés par environ 200 espèces, dont 130 sont protégées. Quarante espèces de mammifères comprennent l’ours brun, le renard, le loup, le chat sauvage européen, le cerf élaphe, le sanglier et la martre. Le parc national abrite 65 espèces menacées, dont le faucon sacre, la loutre d’Europe et l’écureuil terrestre européen,. Le paradis slovaque a la plus forte concentration de papillons en Slovaquie.
Les forêts couvrent 90 % du parc. Les arbres les plus répandus sont le hêtre, l’épinette, le sapin et le pin. Le parc abrite 930 espèces de plantes, dont 35 sont protégées. Le parc contient 2 plantes endémiques, qui lui sont exclusivement indigènes : une Draba (Draba lasiocarpa subsp. klasterskyii) et une Onosma (Onosma tornensis), et 19 plantes endémiques exclusivement originaires des Carpates occidentales,.

## Galerie

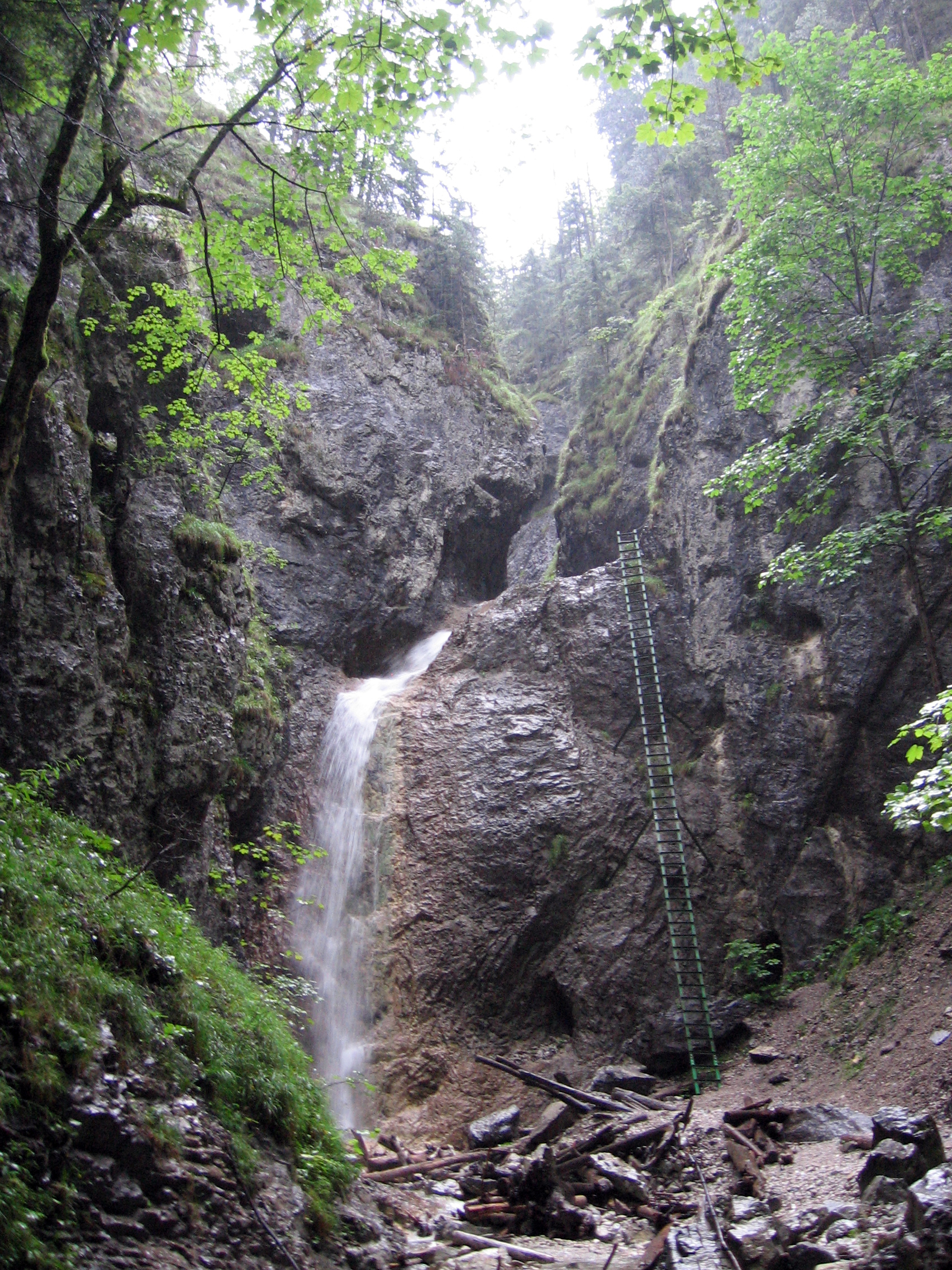
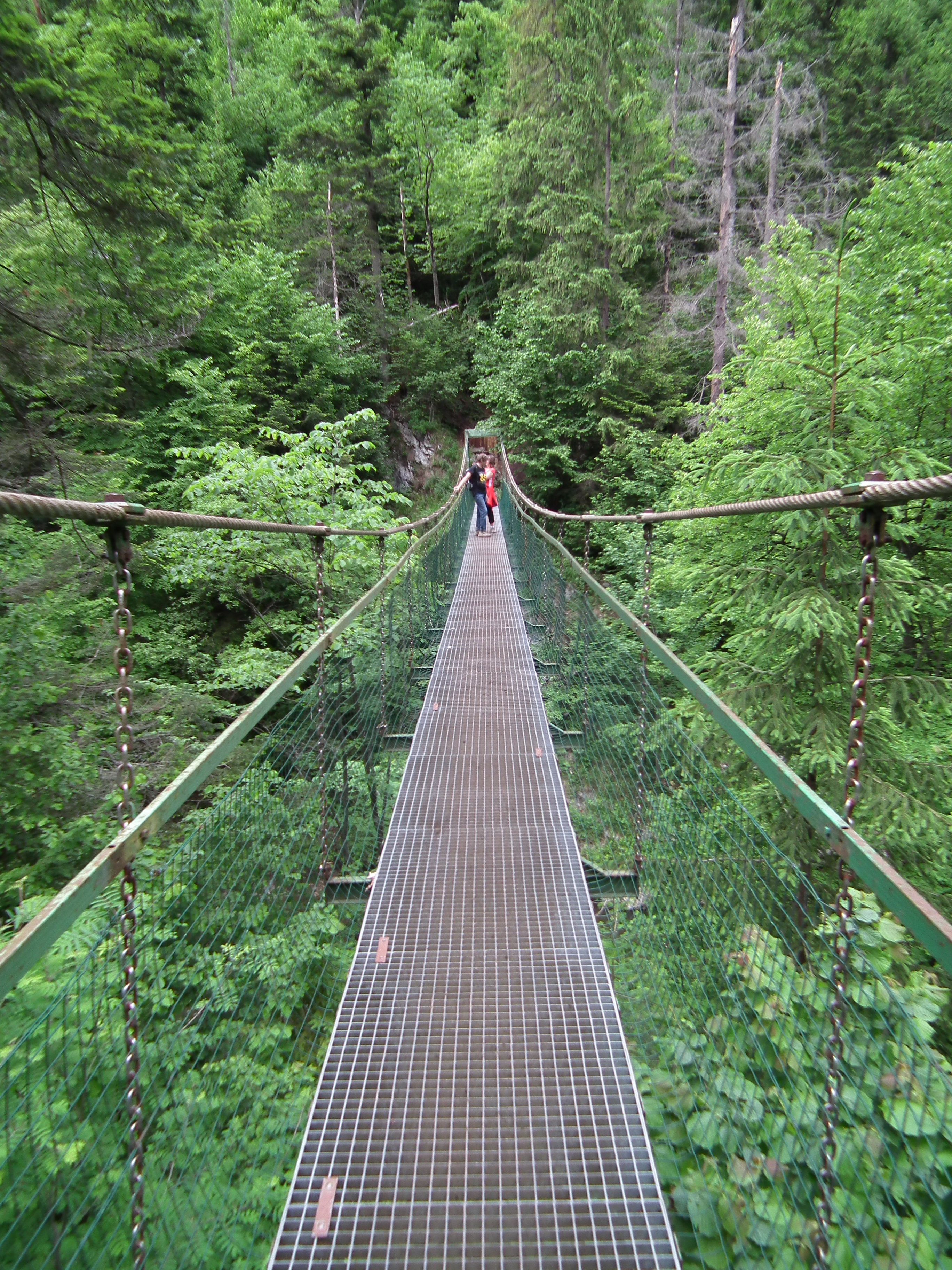
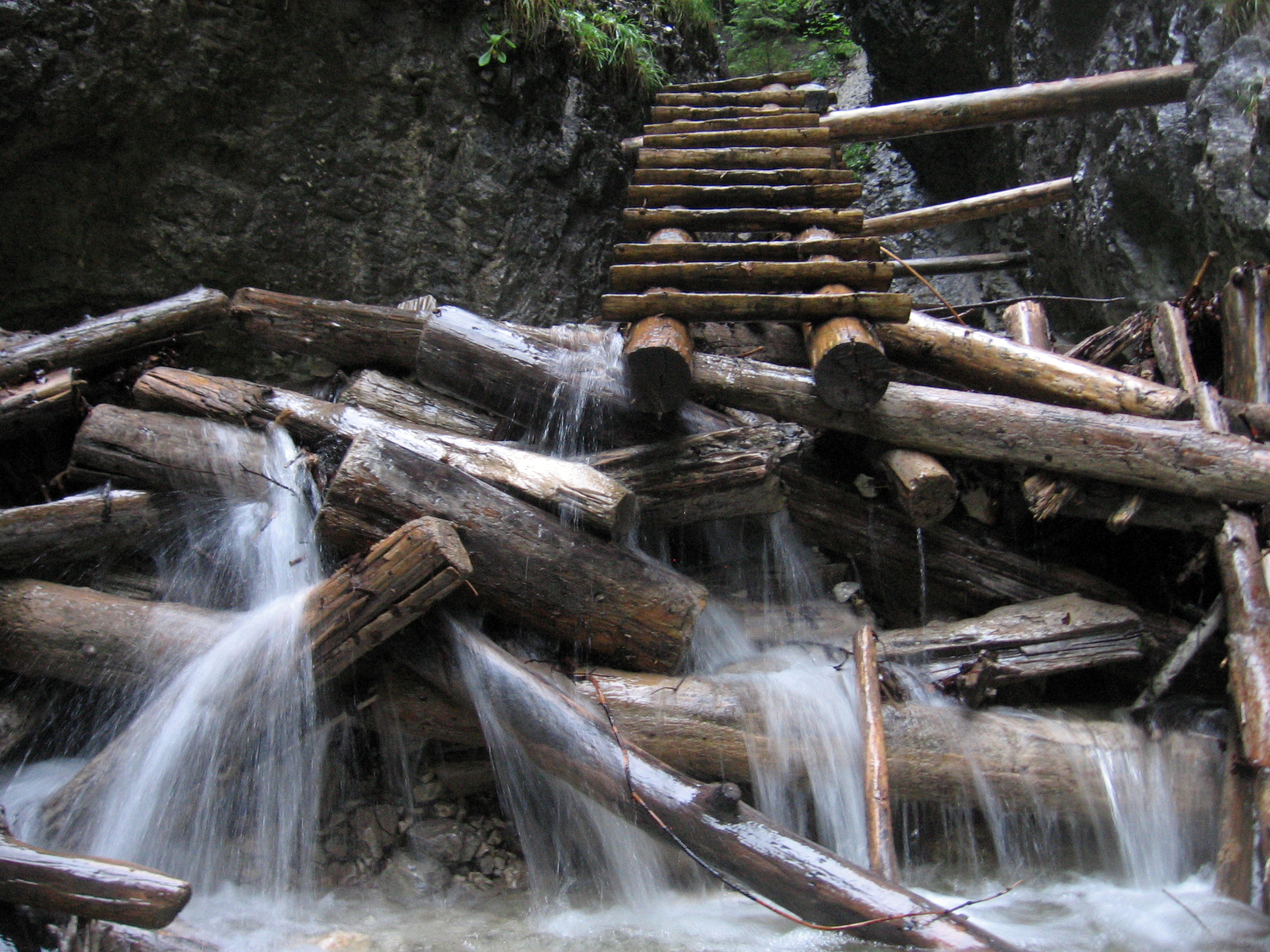
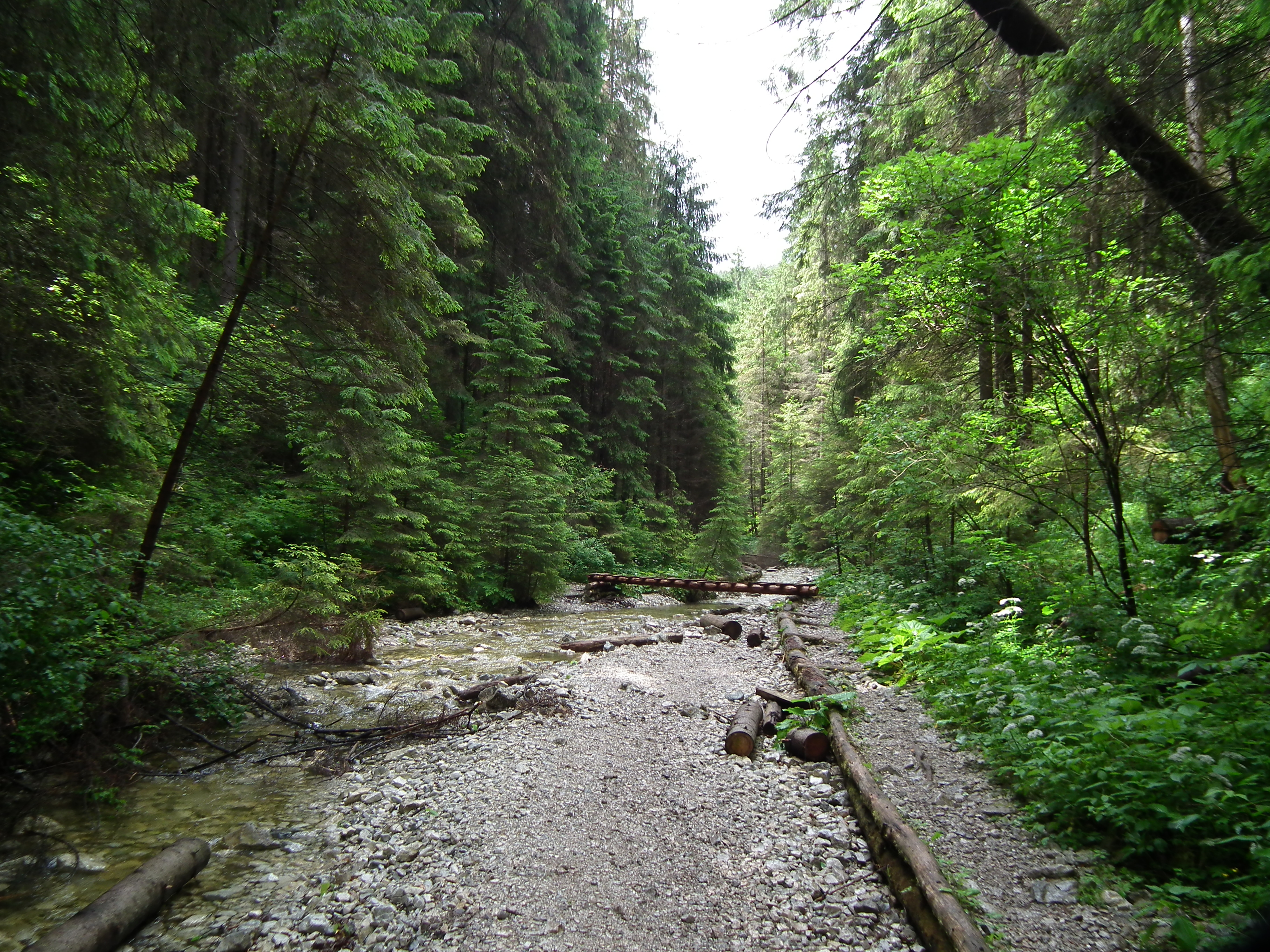
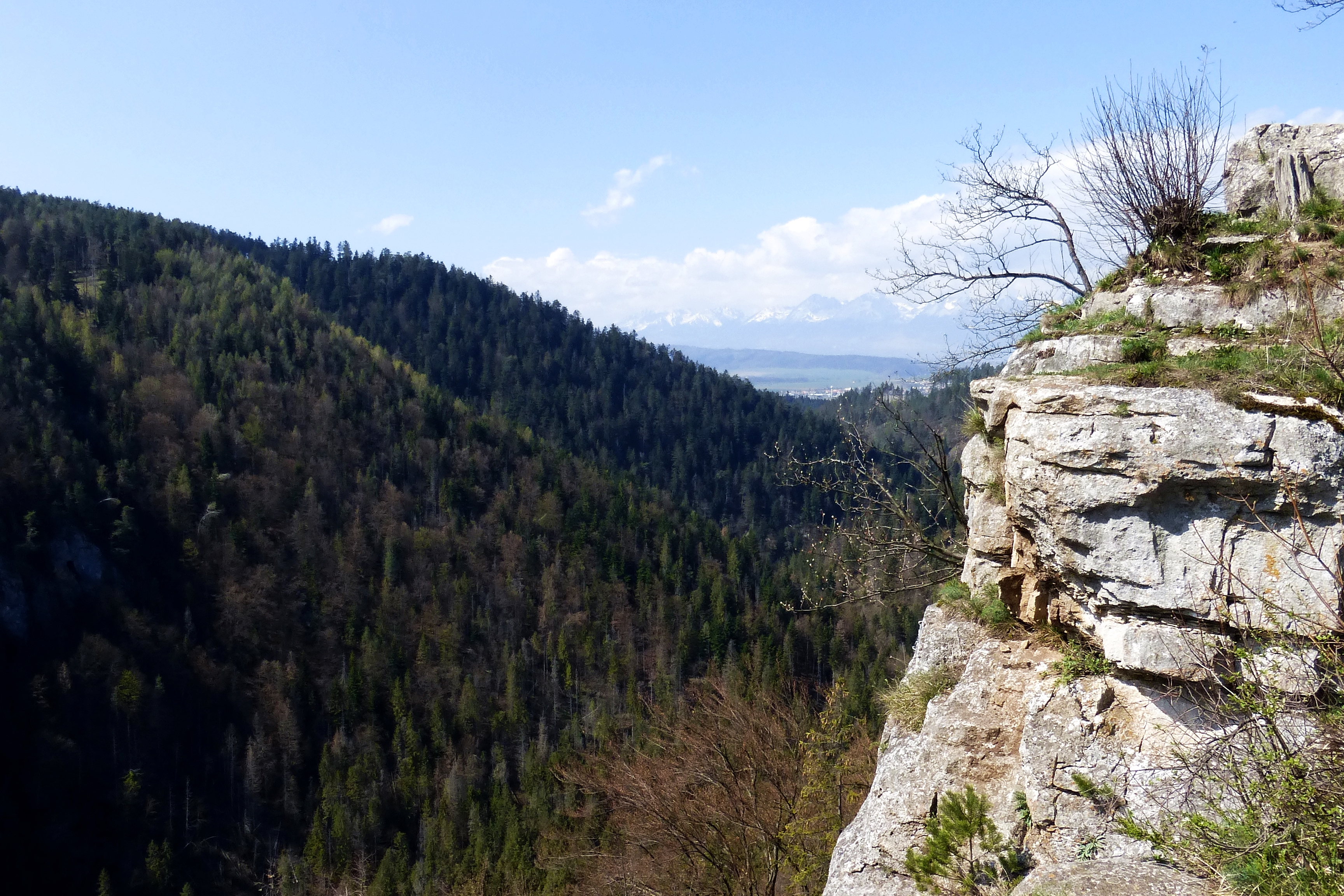
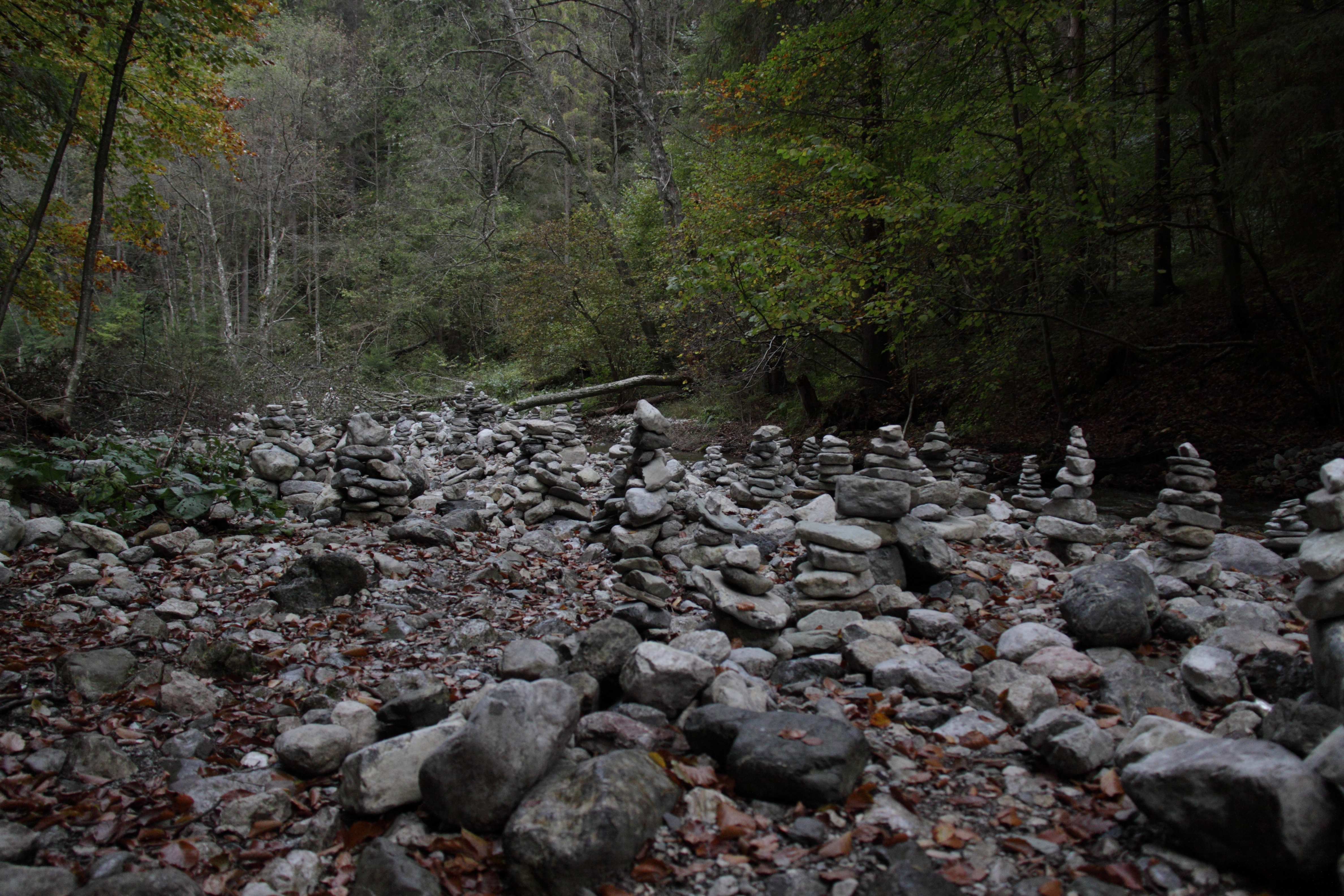
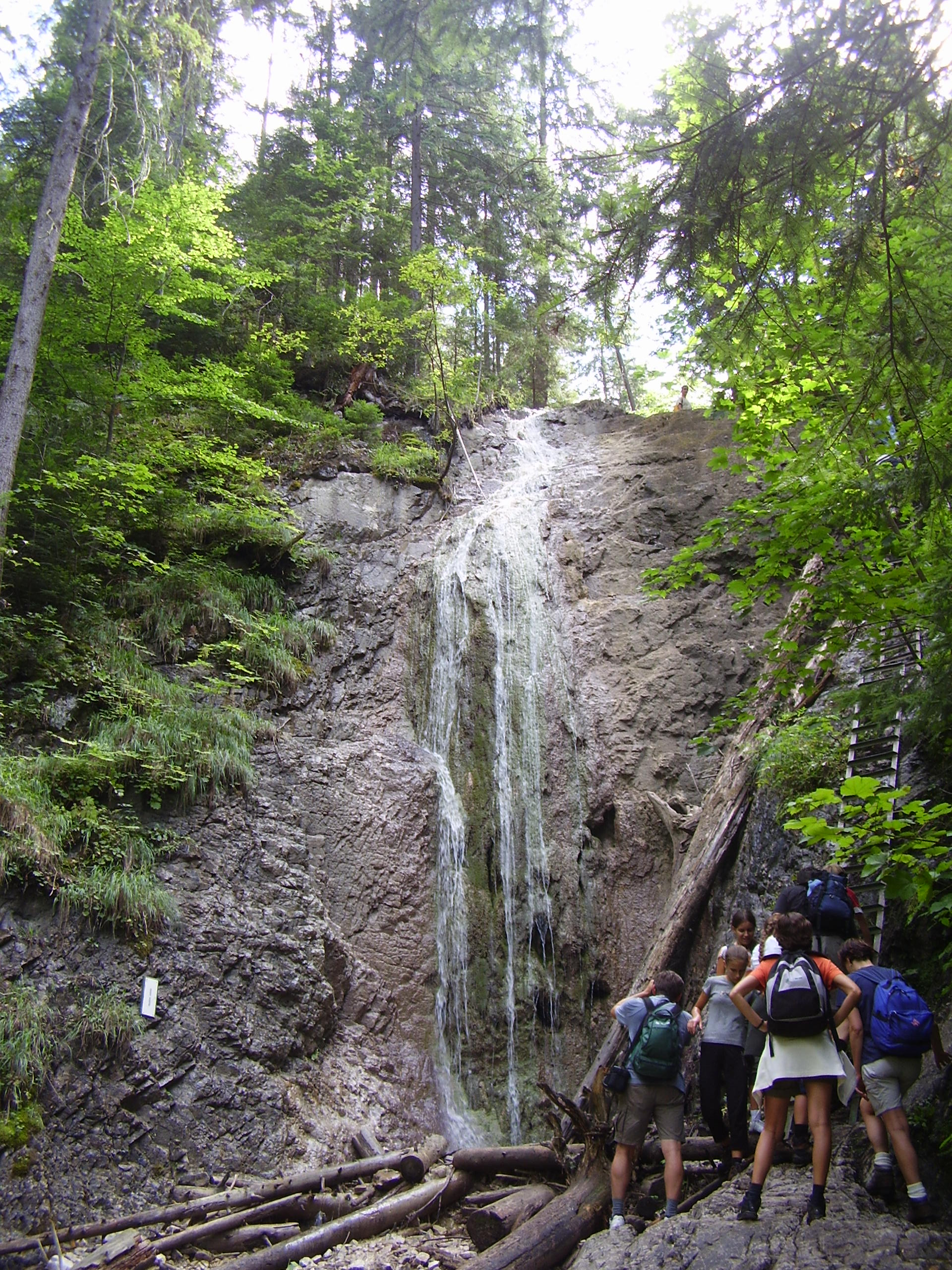
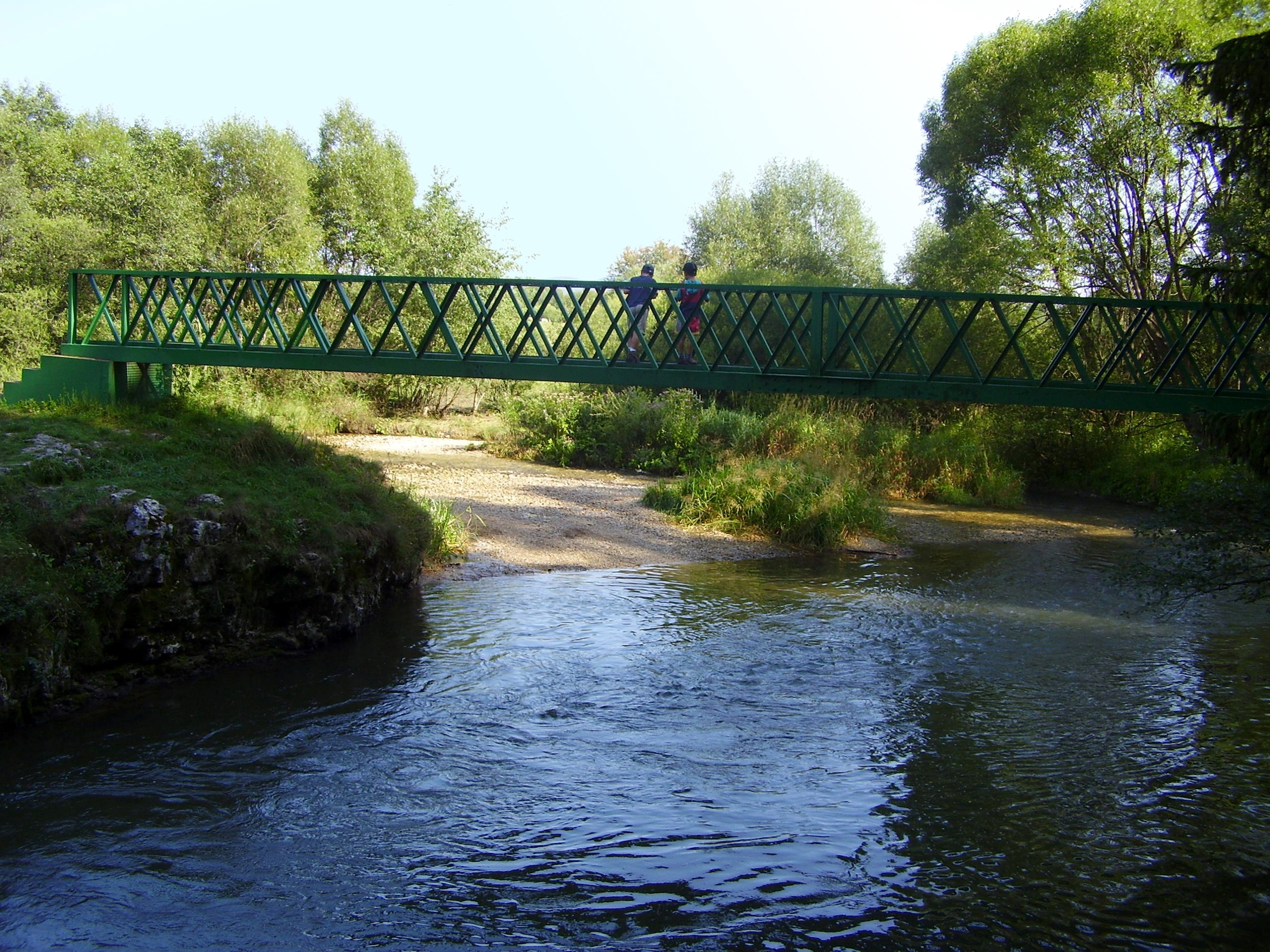
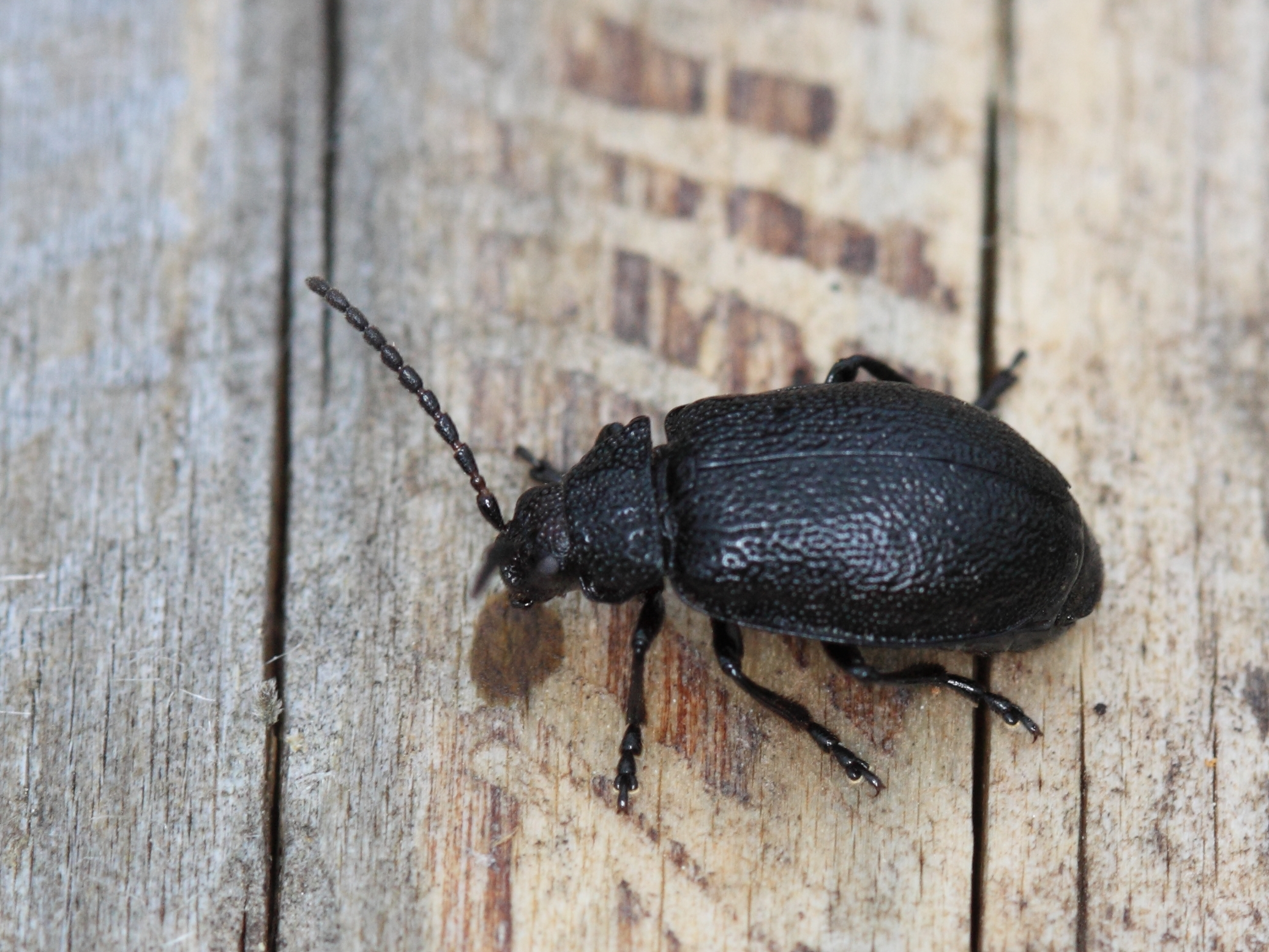